# Force indienne de maintien de la paix
La Force indienne de maintien de la paix, plus communément appelé en anglais, Indian Peace Keeping Force, et régulièrement abrégé IPKF, était le contingent militaire indien effectuant une opération de maintien de la paix au Sri Lanka entre le 29 juillet 1987 et le 24 mars 1990. Elle a été créée en vertu du mandat de l'Accord indo-sri lankais de 1987 visant à mettre fin à la guerre civile du Sri Lanka entre les Tigres de libération de l'Eelam tamoul (LTTE) et le gouvernement sri-lankais.
Selon les termes de l'accord indo-sri-lankais, signé entre le premier ministre indien Rajiv Gandhi et le président du Sri Lanka Junius Richard Jayawardene, la tâche principale de l'IPKF était de désarmer tous les différents groupes militants. Il devait être rapidement suivi de la formation d'un conseil administratif intérimaire, mais compte tenu de l'escalade du conflit au Sri Lanka, l'intervention s'est transformé en guerre ouverte entre le contingent indien et les LTTE, quand ces derniers ont refusé de se désarmer. 
L'IPKF a commencé à se retirer du Sri Lanka en 1989, à la suite de l'élection à la tête du gouvernement de Vishwanath Pratap Singh en Inde et à la demande du nouveau président sri-lankais Ranasinghe Premadasa. Les derniers navires de l'IPKF ont quitté Sri Lanka en mars 1990.

## Contexte (1970-1983)
Les origines de la guerre civile remontent à l'indépendance du Sri Lanka en 1948, après la fin de la domination britannique. À l'époque, un gouvernement majoritaire cingalais a été institué. Ce gouvernement, qui comprenait le seul parti tamoul All Ceylon Tamil Congress, a adopté une législation discriminatoire contre la minorité tamoule au Sri Lanka.
Dans les années 1970, les deux plus grands partis politiques tamouls, le All Ceylon Tamil Congress et le Parti fédéraliste Ilankai Tamil Arasu Kachchi s'unissent pour former le Tamil United Liberation Front (TULF), un groupe nationaliste séparatiste tamoul qui agitait pour un état distinct, le Tamil Eelam, plutôt que de lutter pour une structure fédérale.
La première vague de violence civile a éclaté lors du Juillet noir en 1983, lorsque l'assassinat de 13 soldats de l'armée sri lankaise a déclenché des pogroms anti-tamoul d'ampleur national, au cours desquelles environ 400 Tamouls ont été tués selon les sources gouvernementales, et 3000 selon les sources tamoules. Les factions militantes, y compris les LTTE, recrutèrent à ce moment-là en grand nombre, continuèrent à s'appuyer sur la dissidence populaire tamoule et commencèrent la guerre.
En réaction aux débuts de la guerre, le sixième amendement à la Constitution de Sri Lanka est promulgué en août 1983, et classait tous les mouvements séparatistes comme inconstitutionnels. En dehors du parti politique TULF, plusieurs factions paramilitaires tamoules ont commencé à apparaître depuis 1970, tel que EROS, PLOTE ou encore TELO.

## Guerre de l'Eelam I (1983-1987)
Sous Indira Gandhi, puis sous Rajiv Gandhi, le gouvernement indien a sympathisé avec l'insurrection tamoule au Sri Lanka en raison du fort soutien à la cause tamoule parmi l'intelligentsia et la classe politique de l'État indien du Tamil Nadu. Enhardis par ce soutien, les partisans du Tamil Nadu ont servi de sanctuaire aux séparatistes et ont aidé les LTTE à introduire clandestinement des armes et des munitions au Sri Lanka, faisant d'eux le groupe paramilitaire le plus puissant de l'île.
En effet, en 1982, le chef des LTTE, Velupillai Prabhakaran a été arrêté par la police du Tamil Nadu, pour une fusillade avec son rival Uma Maheswaran, chef du groupe PLOTE au milieu de la ville de Madras : tous deux ont été arrêtés puis relâchés par la police indienne. À cette fin, le gouvernement d'Indira Gandhi a cherché à faire comprendre au président sri-lankais Junius Richard Jayewardene qu'une intervention armée à l'appui du mouvement tamoul était une option que l'Inde envisagerait si les solutions diplomatiques échouaient.

## Intervention indienne (1987)

### Opération Vadamarachchi
Le 26 mai 1987, l'opération Vadamarachchi est mené par l'armée srilankaise dans la péninsule de Jaffna dans le but de détruire les positions des LTTE. L'opération incluait plus de 4000 soldats, supportée par des hélicoptères d'attaque, et des avions d'attaque au sol. Le résultat de cette opération a été une perte de civils à grande échelle, et le début d'une situation de crise humanitaire. L'Inde, qui avait une importante population tamoule dans le sud de l'Inde, face à la perspective d'une réaction régionale dans la politique intérieure, a appelé le gouvernement sri-lankais à stopper l'offensive dans le but de négocier un règlement politique, mais ils ont été ignorés. L'Inde enverra alors le 2 juin 1987 un convoi non armé de bateaux pour fournir une aide humanitaire, mais les bateaux ont été interceptés par la marine sri-lankaise et forcés à faire demi-tour.

### Operation Poomalai
Le 4 juin 1987, après l'échec de la mission navale, le gouvernement indien décide d'aider les civils assiégés par-dessus de la ville de Jaffna.
Dans le but d'apporter une aide aux civils tamouls, l'armée de l'air indienne organise l'opération Poomalai. Cinq Antonov An-32 sous couvert de chasseurs ont survolé Jaffna pour larguer 25 tonnes de ravitaillement, tout en restant dans les limites de la couverture des radar sri-lankais. À ce moment, l'ambassadeur sri-lankais à New Delhi, Bernard Tilakaratna, a été convoqué par le Ministère des Affaires étrangères indien pour être informé par le ministre d'État, K. Natwar Singh, de l'opération en cours et a indiqué que l'opération ne devait pas être gêné par l'armée de l'air sri-lankaise.
Le but ultime de l'opération était à la fois de démontrer la gravité de la préoccupation tamoule au Sri Lanka, et de réaffirmer l'option indienne d'une intervention active auprès du gouvernement sri-lankais.

## Accord Indo-Sri Lankais (1987)
À la suite de l'Opération Poomalai, face à la possibilité d'une intervention indienne active et dépourvu de tout allié possible, le président Junius Richard Jayawardene, a proposé d'entamer des pourparlers avec le gouvernement Rajiv Gandhi sur les futures décisions . Le siège de Jaffna fut bientôt levé, suivi d'une série de négociations qui aboutirent à la signature de l'accord indo-sri-lankais le 29 juillet 1987, qui entraîna une trêve temporaire. Cependant, les négociations n'incluaient pas les LTTE en tant que partie aux pourparlers.
Selon les termes de l'accord, Colombo avait accepté une cession du pouvoir aux provinces, les troupes sri-lankaises ont été retirées à leurs casernes dans le nord, il ne restait plus qu'aux groupes tamouls de se désarmer.

## Conflit IPKF et LTTE (1987-1990)
Alors que la plupart des groupes militants tamouls ont déposé leurs armes et accepté de trouver une solution pacifique au conflit grâce à l'intervention indienne, les LTTE ont refusé de se désarmer. Soucieux d'assurer le succès de l'accord, l'IPKF a essayé de démobiliser les LTTE, et choisissent alors la manière forte à travers l'Opération Pawan, entre le 11 et le 25 octobre 1987. Ils réussiront à contrôler la Péninsule de Jaffna, ce que le gouvernement sri-lankais n'avait jamais réussi à faire.
Les Tigres tamouls organiseront alors plusieurs escarmouches contre tous les groupes tamouls pro-indien, et tueront tous les militants tamouls qui ne sont pas d'accord avec leur idéologie. Cela comprend une majorité de membres du TELO, d'EROS, de PLOTE, d'ENDLF ou encore d'EPRLF.
Le conflit entre l'IPKF et les LTTE durera 3 ans, et permettra au gouvernement sri-lankais de s'occuper d'un autre conflit dans le pays, la tentative de révolution communiste du Janatha Vimukthi Peramuna.
Le conflit de trois ans a également été marqué par le fait que l'IPKF a été accusée d'avoir commis diverses violations des droits de l'homme. La militante pour les droits humains Rajani Thiranagama dénonce les violences commises dans les deux camps, et est assassinée en 1989 par les LTTE.

## Retrait des forces indiennes (1990)
En 1988, les élections présidentielles font élire le nouveau président sri-lankais, Ranasinghe Premadasa, qui est contre cet accord Indo-Sri-Lankais. Il ordonne alors à l'armée sri-lankaise de livrer clandestinement des cargaisons d'armes aux LTTE pour combattre l'IPKF et son armée nationale tamoule (TNA).
Bien que les pertes parmi l'IPKF se soient accrues, Rajiv Gandhi a refusé de retirer l'IPKF du Sri Lanka. Cependant, à la suite de sa défaite aux élections parlementaires indiennes de décembre 1989, le nouveau premier ministre Vishwanath Pratap Singh a ordonné le retrait de l'IPKF. Le dernier navire quitte Sri Lanka le 24 mars 1990.
La présence de l'IPKF au Sri Lanka a donné la mort à 1200 soldats indiens et plus de 5 000 Sri Lankais. Le coût pour le gouvernement indien a été estimé à plus de 10,3 milliards de roupies.

## Conclusion

### Assassinat de Rajiv Gandhi
Rajiv Gandhi a été assassiné lors d'un rassemblement à Sriperumbudur le 21 mai 1991, alors qu'il faisait campagne pour sa réélection lors de l'élections législatives indiennes de 1991, par un kamikaze membre du LTTE.

### Politique étrangère en Inde
La débâcle qui était l'intervention de l'IPKF au Sri Lanka est régulièrement revenu dans le discours politique indien à chaque fois que la situation au Sri Lanka montrait des signes de détérioration.
En conséquence, les relations entre l'Inde et Sri Lanka sont devenues extrêmement tendus, et l'Inde a adopté la position de n'avoir aucun engagement militaire futur avec le Sri Lanka. Cette politique n'a pas changé depuis et aucun pacte de défense n'a été signé entre l'Inde et le Sri Lanka.
L'Inde n'a plus jamais été directement impliquée dans les pourparlers de paix entre le LTTE et le Sri Lanka.
La conclusion sanglante de l'intervention indienne, avec le second assassinat d'un premier ministre en Inde, mène à une certaine distanciation des forces politiques régionales du Tamil Nadu vis-à-vis du LTTE et des mouvements indépendantistes tamouls sri lankais. Une rupture pour les partis régionaux et le gouvernement de l'État du Tamil Nadu, jusqu'alors impliqués de manière forte voire décisive dans le conflit, en faveur des séparatistes.